# Joseph-Alexandre Berthier
Joseph-Alexandre Berthier (París, 1792 - París 1849) fue un militar francés. Era el hermano más pequeño de cuatro hermanos, todos ellos militares distinguidos.
Ingresó en la escuela militar en 1809 y en febrero de 1812 la abandonó con el grado de subteniente en un regimiento de cazadores a caballo. El 9 de agosto de ese mismo año asciende a teniente y es nombrado caballero de la Legión de Honor tras ser herido en dos ocasiones. 
En la batalla de Moskowa combatió como ayudante ordenanza del rey de Nápoles. También participó en las batallas de Lützen, Bautzen y Gorlitz, donde destacó por su audacia. En mayo de 1813 fue nombrado capitán de un regimiento de húsares y en 1814 el Emperador le nombró jefe de escuadrón por su actuación en Montereau. El 1 de junio de este mismo año fue nombrado comandante, luego Oficial de la Legión de Honor y más tarde coronel.
En 1823 estando con su escuadrón en España, fue hecho caballero de San Luis y de la Orden de Carlos III. El 11 de agosto de 1830 es nombrado mariscal de campo y a continuación pasa a la reserva.
En 1836, volvió a la actividad y luchó en los Pirineos Orientales y en Córcega y posteriormente en los departamentos de Mosa y Vaucluse. El 21 de mayo de 1843 fue hecho comendador de la Legión de Honor.
Durante la Revolución de febrero de 1848 se encontraba como comandante de Marsella en ausencia del general Hautpoul. Su firme y reconciliante actuación le valió la enhorabuena y las gracias del gobierno. Murió repentinamente en París a la edad de 57 años cuando esperaba que el país le reclamara de nuevo.
- Datos: Q3184152